# 블러바드 (영화)
《블러바드》(영어: Boulevard)는 2014년 공개된 미국의 드라마 영화이다. 로빈 윌리엄스가 출연했다.

## 출연

### 주연
- 로빈 윌리엄스
- 밥 오덴커크
- 케시 베이커

### 조연
- 자일스 맷트리
- 로베르토 어과이어
- 엘레오노르 헨드릭스
- J. 카렌 토마스
- 브랜던 허쉬
- 클레이 제프리즈
- 랜든 마샬
- 커티스 고든
- 헨리 해거드